# Posesión (arquitectura)

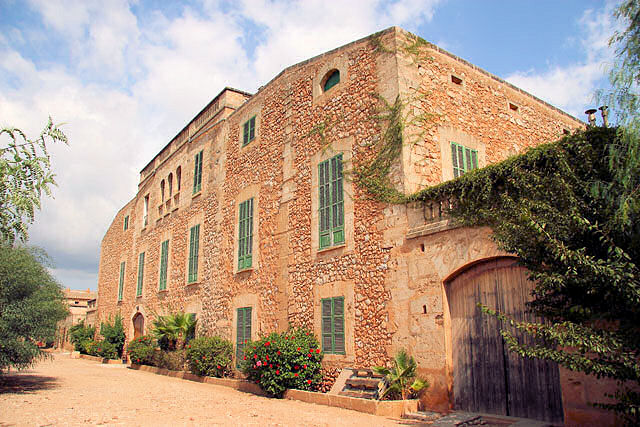
Fachada principal de la posesión Son Reus.

Una posesión (o possessió en catalán) es el tipo de hábitat rural disperso propio de la isla balear de Mallorca, en España. Consta de zonas de vivienda y otras dependencias para la explotación agrícola de un extenso territorio circundante. Es el equivalente a la masía catalana, al caserío vasco o al cortijo andaluz y la denominación que se da desde el siglo XVI sobre los antiguos nombres genéricos de origen árabe de las fincas. En la mayoría de los casos, el nombre de las antiguas alquerías fue sustituido por el nombre o linaje del propietario precedido de la partícula son —forma contraída de açò d'en— que denota propiedad. De este modo, «el rafal del señor Gaspar Dureta» y «el rafal de mossen Ferrando Moix dicho La Taffoneta» dieron lugar a dos fincas o posesiones conocidas como Son Dureta y Son Moix.
La posesión es, en su origen, una edificación que responde a las necesidades de grandes explotaciones en las que, tradicionalmente, se ha combinado un sistema de rotación de cultivos, como dedicación principal, con un aprovechamiento ganadero complementario, que suministraba animales para la labor, posibilitaba el estercolado de los suelos, y aportaba una renta adicional. Se daba así una respuesta funcional a la necesidad de alojamiento de trabajadores, estables o jornaleros, al de los propietarios, al acomodo del ganado y al almacenamiento de los aperos y productos agrícolas, todo ello en edificios amplios, organizados en torno a uno o más patios de distribución. Como antecedente de la posesión, se suele destacar la alquería o el rafal, construcciones propias de las explotaciones agrarias de la época del dominio musulmán, entre los siglos X y XIII.
Sus edificios —más o menos grandes, con muchas o pocas dependencias, dependiendo del tipo de explotación— se encuentran aislados en el campo, alejados de las localidades donde se concentra la población. El gran tamaño de las propiedades agrícolas las sitúa en el ámbito del latifundio, y explica buena parte de las características socioeconómicas que se desarrollaron durante los siglos XIX y XX.
Algunas posesiones, de propiedad privada, han sido restauradas como vivienda, habitualmente como segunda residencia, pero no son las más numerosas. Debido al auge del turismo rural, muchas de las restantes se han adaptado al ramo de la hostelería como alojamientos o restauración, otras como centros culturales o museos.

## Toponimia

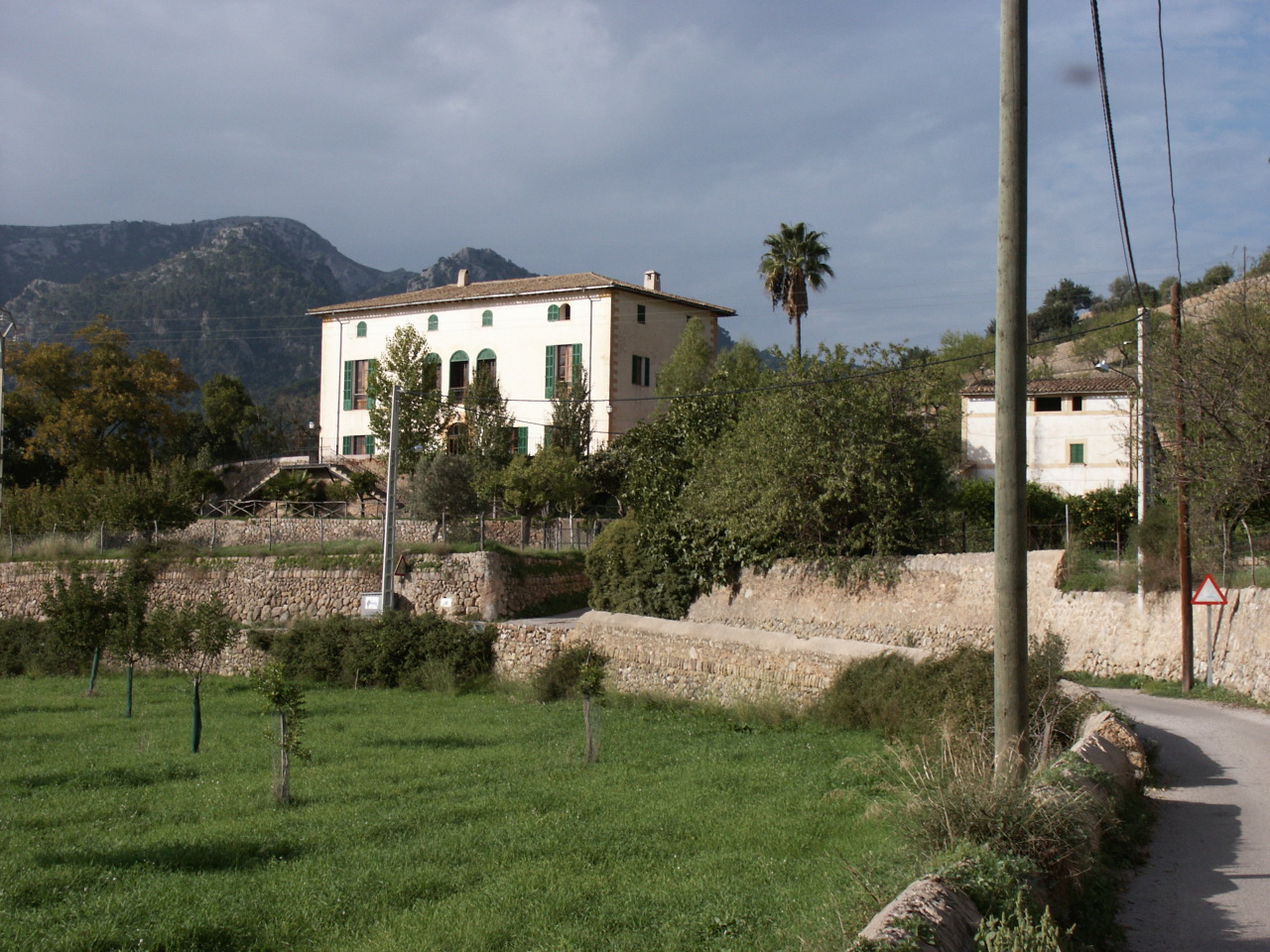
Posesión Barcelona. Se trata de uno de los casos en el que el nombre de la posesión no proviene del añadido de la partícula son al nombre del propietario.

El nombre o topónimo de una posesión mallorquina suele incluir la partícula son, que es una contracción de la fórmula catalana prenormativa ço d'en, es decir «la propiedad de». Son está presente en textos desde el siglo XV, que fue cuando las denominaciones de origen catalano-aragonés sustituyeron a las islámicas. En la mayoría de casos, la partícula va seguida del apellido del propietario de la posesión en el momento en que se fijó el nombre y dicho topónimo no suele ser modificado aunque la finca cambie de propietario. En algunos casos, especialmente en aquellos en los que la finca es pequeña, es frecuente que en lugar del apellido del dueño el nombre se forme con un apodo, más aún teniendo en cuenta que algunos elementos onomásticos son apellido y apodo al mismo tiempo, como por ejemplo Son Prim. También existe la posibilidad, aunque es muy poco común, de que el topónimo surja del nombre y apellido del titular precedido por el posesivo, del estilo Son Joan Arnau. Por lo general el término procedía de un nombre masculino, aunque en algunas ocasiones el antropónimo era femenino. Cuando esto ocurría, la fórmula originaria era ço de na, que evolucionó en So na —So na Rosa, So na Mora, So na Moixa— pero estas construcciones eran muy poco prácticas y para no crear diferenciaciones de género en la antropotoponimia, los ejemplos citados se han escrito tradicionalmente Son Arosa, Son Amora y Son Amoixa.
Sin embargo, el nombre de todas las posesiones no va precedido por la partícula son, ya que pueden encontrarse fincas cuyo topónimo vaya precedido de otro posesivo. Esas alternativas son can y bini, que significan «casa de». La partícula can es una contracción de ca en, y al igual que pasa con son precede al linaje del propietario. Se utiliza para denominar edificios, es por ello que es muy frecuente en los núcleos urbanos, pero al ser la posesión un complejo rural destinado a la explotación agraria donde las construcciones tienen una función secundaria y en muchos casos no actúa como residencia, su uso es muy escaso. No quita ello que se opte por esta construcción léxica a la hora de dar nombre una finca mallorquina; existen los casos de Can Marc, Can Valero, Can Pere Antoni, Can Mas o Can Prohom, entre otros.
La fórmula bini más antropónimo ha sido y es de uso más frecuente en la isla de Menorca y en la Comunidad Valenciana 
—como beni; véase Benidorm, Benifayó o Benicasim— y, a diferencia de son y can, es un prefijo de origen árabe. Cuando Mallorca fue conquistada por la Corona de Aragón en 1229, el nombre de la mayoría de alquerías y rafales de la isla comenzaba por bini⁠-; muchas fueron renombradas utilizando las fórmulas anteriormente explicadas, aunque hubo algunas que conservaron el topónimo original islámico. Sin embargo, no todos los lugares cuyo nombre empieza por este prefijo son reminiscencias árabes, ya que muchos son de origen neolatino y operan de manera similar a la partícula son. El caso más conocido de uso de esta fórmula en la isla es el municipio de Binisalem, alquería de origen islámico que creció hasta devenir una localidad propia.
Por último, no puede obviarse todo un cúmulo de posesiones cuya denominación no contiene ninguna partícula posesiva. Las hay que, siguiendo los mecanismos antropotoponímicos, consisten en un sustantivo generalmente femenino creado a partir del apellido del propietario. De ese modo, fincas pertenecientes a las familias Dusai y Jordá son denominadas la Dusaia y la Jordana respectivamente. Por otro lado, un gran número de fincas mallorquinas conserva su denominación islámica o una evolución de la misma, muestra de ello son Albeña, Buñolí, Ferrutxellas, Raixa, Alfabia o Alquería Blanca, si bien el nombre puede tener un origen posterior. En este grupo se sitúan aquellas posesiones cuyo nombre hace referencia a algún elemento de su estructura (Sa Torre, Sa Teulera, Ses Talaies, Es Molí, Malesherbes, Sa Tanca), algún aspecto relacionado con su establecimiento o función (Cañamel, Es Carboneig, Es Pelag, S'Heretat, la Granja de Esporlas) o simplemente un término que guarda relación con el origen u ocupación del dueño (Barcelona, Bañeres, Cas Capitá, Es Monjos, Es Frares). Se trata de una tendencia mayoritaria en las casas de posesión que aparecen después de la desamortización de Mendizabal, en el año 1834.

## Historia

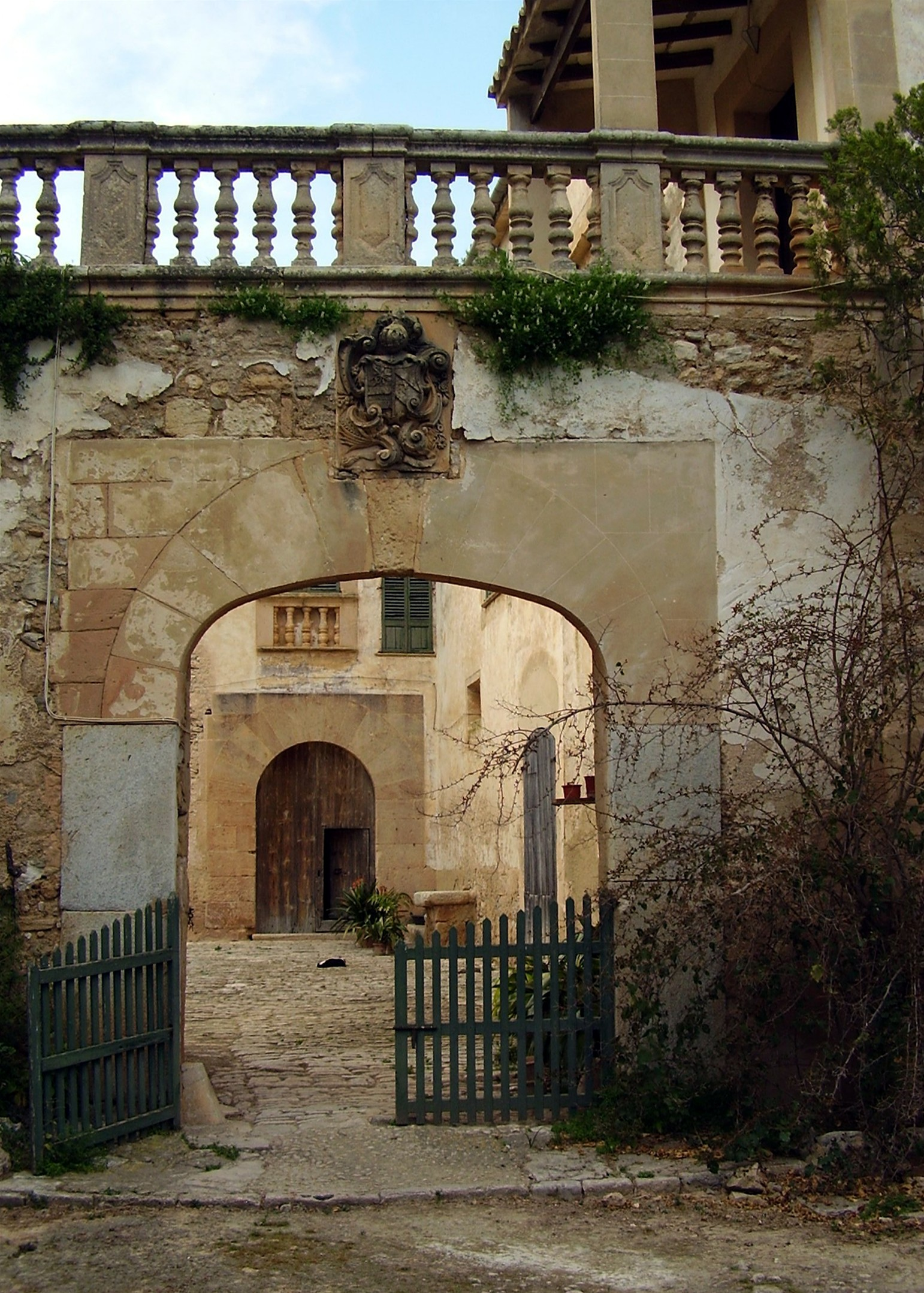
Entrada a las casas de la posesión Aireflor de Sancellas.

Desde sus inicios, las posesiones han pasado por diferentes etapas. Sus edificaciones y sus tierras, que comenzaron a explotarse durante la Edad Media, fueron posteriormente parceladas para delimitar las propiedades de cada terrateniente. La posesión mallorquina tuvo una importante función en la sociedad, en la economía y en la cultura insular hasta mediados del siglo XX, cuando el desarrollo del turismo propició su abandono.

### Origen del término
A lo largo de los siglos XIV y XV el concepto possessió sustituyó a otros términos de origen árabe utilizados hasta el momento para referirse a grandes unidades de explotación del terreno tales como rafal o alquería, de manera que en el siglo XVI había sido adoptado de manera definitiva. Así lo demuestran los Estims del año 1578, que utilizan el término posesión para referirse a extensiones de terreno con un valor superior a las mil libras, mientras que aquellas parcelas que no alcanzaban este valor son denominadas huertos, rafales, viñas o simplemente tierras. Las parcelas nombradas como possessions eran fincas situadas en zonas agrarias normalmente alejadas de los pequeños núcleos de población existentes en época medieval en la isla. En muchos casos se trataba de alquerías o rahales de origen islámico, aunque también las había de nueva construcción.

### Conquista cristiana
Tras la conquista de Mallorca por Jaime I de Aragón se repartió de manera proporcional el territorio mallorquín entre el rey y los colaboradores en la toma Madina Mayurqa en 1229. El Llibre del Repartiment de Mallorca establecía la división de la isla en ocho partes; cuatro correspondieron al monarca y las cuatro restantes se repartieron entre Nuño Sánchez, Berenguer de Palou, Ponce IV de Ampurias y el vizconde de Bearne. A su vez, cada uno repartió su porción entre los nobles y caballeros que le habían acompañado en la batalla, a cambio de una donación y de eterno vasallaje.
Al reparto de tierras le siguió un proceso de colonización que perduró durante varias décadas. La nueva población de la isla se constituyó de comerciantes judíos (chuetas) que se establecieron en la capital, esclavos sarracenos libertos que se dedicaron a la artesanía y familias cristianas procedentes de Cataluña, el sur de Francia, Aragón e Italia, aunque también y en menor medida de Castilla, Navarra y Flandes. Estas se desplazaron hasta Mallorca motivadas por las ventajas que ofrecía el repoblament. Al principío, la distribución poblacional continuó rigiéndose por el modelo musulmán; en alquerías, rafales, predios o pequeñas casas de campo que dieron lugar a pequeñas aldeas y parroquias. La agricultura y la ganadería experimentaron importantes cambios respecto al período anterior, se fomentó el cultivo de la viña, de los olivos y del cereal. El modelo de sociedad medieval acabó por imponerse en la isla, con la nobleza y el clérigo por encima del campesinado. Los privilegiados poseían grandes extensiones de terreno y explotaciones agrícolas —posesiones— donde los campesinos debían trabajar para subsistir. Esta estructura socioeconómica se mantuvo vigente y sin apenas cambios hasta el siglo XIX.

### Segregaciones y uniones
La propiedad y delimitación de las posesiones mallorquinas se mantuvo con escasos cambios a partir del siglo XVII. Ya desde el siglo XIII, se daba en ocasiones el caso de que el titular de la posesión fallecía sin descendencia, hecho que provocaba que la finca fuera heredada por un pariente que no pertenecía al mismo linaje. Un ejemplo de ello es Son Puigdorfila, posesión palmesana perteneciente a la familia Puigdorfila pero que en algún momento del siglo XVIII pasó a formar parte del patrimonio de la familia Ribera.
A partir del año 1600 fue común la modificación de los límites de una posesión. Este fue coetáneo a la parcelación del terreno de las possessions. Progresivamente fueron apareciendo toda una serie de pequeños propietarios que compraban parcelas de poca extensión pertenecientes a los grandes latifundios. No obstante, esta situación no suponía la pérdida de la supremacía territorial de la nobleza, ya que al poseer los campesinos una pequeña cantidad de tierras les proporcionaba nuevas oportunidades socioeconómicas. Las posesiones calvianeras Son Cabot y Son Durí aparecen producto de la división de una primera finca denominada Son Hortola, que sufrió segregaciones en 1598 y 1680. Sin embargo, cabe destacar que las segregaciones no siempre eran producto de adquisiciones del campesinado y podían ser consecuencia de la iniciativa de los terratenientes; Son Alfonso aparece en el siglo XVI como una segregación de Galatzó para pagar una dote. Las segregaciones que experimentaron las posesiones mallorquinas motivaron que los grandes latifundios del siglo XVI constituyeran un conjunto de predios de diferente titularidad y tamaño. Como caso paradigmático puede mencionarse la posesión de Son Nebot, cuyas tierras originales se corresponden, grosso modo, con las contemporáneas localidades de Pla de Natesa, Cas Capitá, San Lázaro, parte de Puente de Inca y el aeródromo de Son Bonet. El territorio que formaba parte la misma en los Estims de 1685 aparece en el nomenclátor de 1818 dividido entre las posesiones de Son Nebot, El Pinar, Son Bonet, Cas Capeller, Son Cunill, El Pinaret, Can Fábregas, Son Llebre, Son Mayol, Cals Enegistes y Cas Capitá.
Además de segregaciones también se daba con frecuencia la situación opuesta, uniones. La unificación de posesiones podía tener diferentes causas, aunque las tres más comunes eran la herencia de dos o más fincas limítrofes en un mismo título, la concentración de varias parcelas pequeñas en una grande para facilitar su control y la consecuencia de negociaciones entre los propietarios. La posesión alaronera de Almadrá surgió tras la unión de las denominadas Son Ordinas, Son Sampol y Son Vallés en una sola.

### Ley de Desvinculación de la Tierra

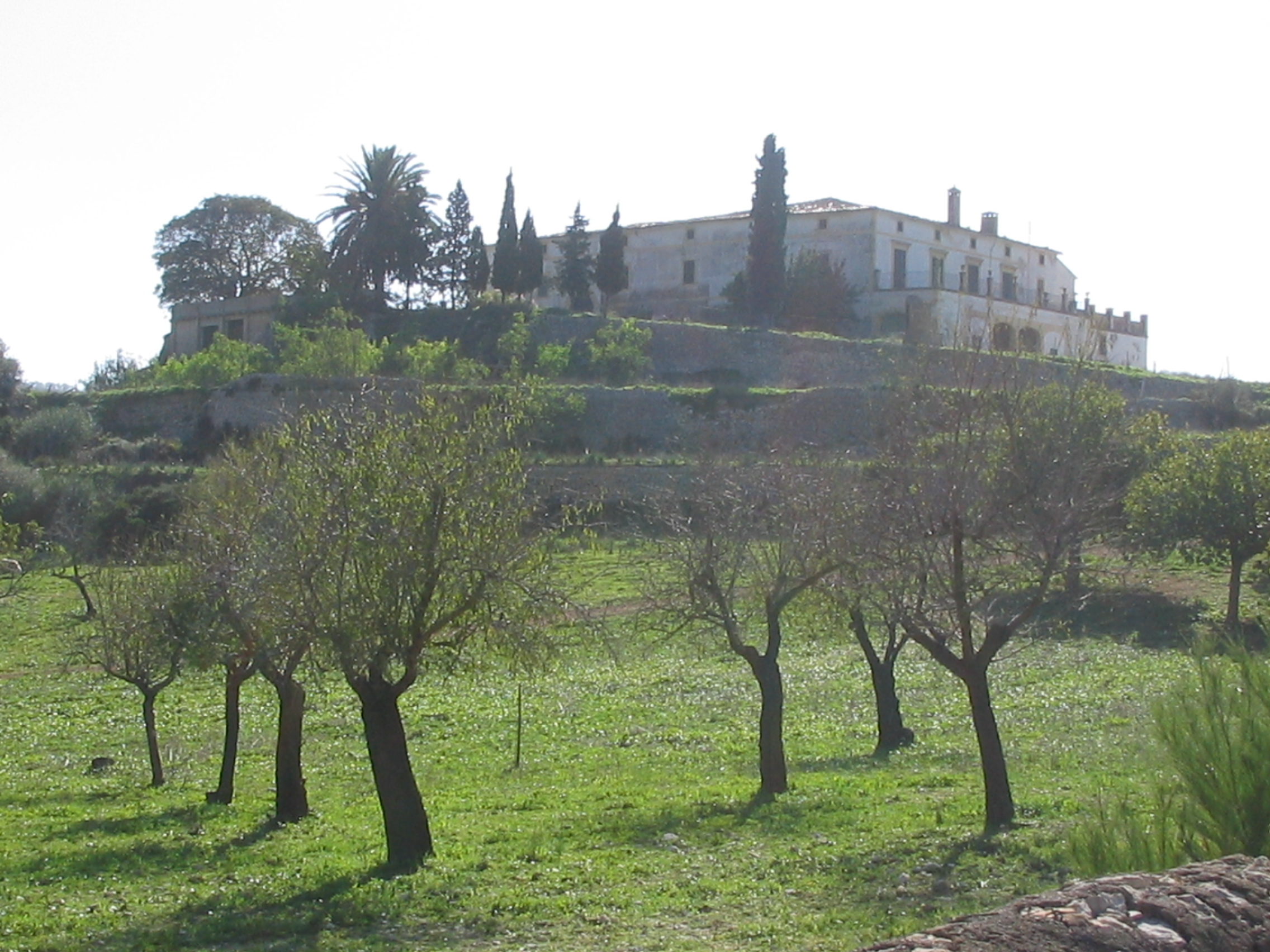
Tierras vinculadas a la posesión Son Roig.

No será hasta mediados del siglo XIX cuando se inicie el proceso de desmembramiento de los grandes latifundios. En 1841 entró en vigor la Ley de Desvinculación de la Tierra, basada en lo ya propuesto por las Cortes de Cádiz (1812) y el Trienio Liberal (1820-1823) e impulsada por los progresistas. Esta ley buscaba poner fin al mayorazgo y a la vinculación de tierras de la nobleza y el clero.
La aplicación de dicha ley propició el surgimiento de nuevas propiedades. Muchas eran simples establecimientos que dependían de la posesión, circunstancia que condicionaba su tamaño. Este es el caso de La Romana, posesión constituida a posteriori de la ley desvinculatoria y cuyos terrenos formaron parte durante varios siglos de Santa Ponsa. La Romana, al igual que otras posesiones creadas en condiciones similares, continuó formando parte del marquesado de la Romana, que ya controlaba Santa Ponsa antes de 1841. Otras en cambio, pasaron a ser fincas totalmente independientes que eran trabajadas por campesinos adinerados. Al igual que las tierras de mayor extensión, eran dedicadas al cultivo y la ganadería. En el momento de dar nombre a la nueva posesión se solía utilizar la fórmula tradicional —nombre del propietario precedido por la partícula son— aunque también era frecuente que el nombre surgiese de añadir nou (nuevo) detrás del nombre original. De este modo, la parcela que formó parte de Son Bernadás y que Bernardo Balle Cabot adquirió en 1898 recibe el nombre de Son Bernadás Nou. Cabe mencionar que muchas veces la diferenciación nou y vell era provisional. Por ejemplo, la posesión marrachinera de Son Salas se dividió en dos parcelas que aparecen en el catastro de 1818 bajo las denominaciones Son Salas Vell y Son Salas Nou. Sin embargo, en el catastro de 1865 son denominadas Son Salas y Caülls respectivamente.
La Ley de Desvinculación y los progresivos procesos de desamortización que tuvieron lugar durante la segunda mitad del siglo XIX provocaron que parte de la burguesía mallorquina adquiriera una posesión. Los burgueses no buscaban explotar los recursos agrarios de la finca, sino poseer una residencia rural. Sus esfuerzos se destinaron a la reforma y transformación de las casas, que tradicionalmente habían tenido un papel secundario en el funcionamiento de la posesión; Raixa, Alfabia, Sarria, La Granja de Esporlas o Sa Torre corresponden a este contexto y representan auténticos palacios. En algunos casos, las tierras destinadas tradicionalmente a actividades agrarias fueron reconvertidas en jardines.

### Declive y abandono
El crecimiento urbano que experimentó Palma de Mallorca durante el primer tercio del siglo XX favoreció la degradación de muchas de las posesiones situadas en su término. Varias sobrevivieron y fueron reconvertidas en viviendas benestantes —como es el caso de Son Armadams— o en sede de alguna institución, Can Mayol en Sóller. Sin embargo, no todas corrieron la misma suerte; las tierras de algunas fueron urbanizadas y sus casas quedaron descontextualizadas —Son Ametler en el barrio de El Vivero— mientras que otras fueron directamente derruidas, como Sa Teulera o Son Castelló. Al principio este proceso solo afectó a las posesiones próximas a la capital, ya que en el resto de comarcas de la isla la posesión continuó funcionando como un elemento de explotación agrícola o en su defecto como residencia rural de la aristocracia. 
Sin embargo, la importancia de la posesión en la economía mallorquina solo se mantendría algunos años más. Mallorca experimentó a lo largo de las décadas de 1960 y 1970 un intenso auge turístico que la catapultó al panorama nacional e internacional como destino vacacional. Este fenómeno, combinado con el progresivo desarrollo urbanístico que se produjo en todo el litoral balear, provocó un aumento de la demanda de trabajadores en los sectores secundario y terciario, en detrimento del primario. En los años posteriores, se redujo el número de trabajadores del campo; en 1950 había más de 12 000 empleadores en el sector primario, mientras que en 1970 eran solo 4000 los mallorquines que se dedicaban a la agricultura y ganadería. Esta situación hizo que en muchas posesiones se pusiera fin a la actividad agrícola y ganadera. Algunas fincas pasaron a tener únicamente una función residencial, aunque otras fueron directamente abandonadas.

### Actualidad
En las últimas décadas, se ha frenado la degradación de lo que un día fueron grandes complejos de explotación agrícola, tanto desde la iniciativa privada como desde el sector público. Son muchas las posesiones que han sido reconvertidas en agroturismos, aunque no se limita al turismo rural, si no que muchas han sido convertidas en establecimientos hosteleros, sede de fundaciones o museos. Desde el sector público se busca recuperar y conservar algo que está considerado patrimonio cultural y, en algunos casos, protegido. Así, antiguas posesiones han sido restauradas y a algunas se les ha dado un nuevo uso, como es el caso de Son Fuster, que en 2007 fue reabierta como escuela infantil. Paralelamente, ha de tenerse en cuenta que, si bien son pocas, existen posesiones en las que se continúa llevando a cabo una labor agropecuaria, aunque menos voluminosa que otrora. Puede citarse como ejemplo la posesión marrachinera de Son Maciá —también llamada Son Maciá Negre para diferenciarla de otras con el mismo nombre— que a pesar de que gran parte de sus tierras fueron urbanizadas en los años 1990, la familia Barceló, propietaria de la misma desde 1886, conservaba en el año 2005 una considerable extensión de terreno rústico.

## Ubicación de las posesiones
Las posesiones más antiguas de Mallorca se concentran en la Sierra de Tramuntana y en el área central de la isla, cerca de los núcleos urbanos de Inca y Sinéu. Estas dos localidades eran las únicas poblaciones del interior mallorquín en el siglo XIII. Casi todas se encuentran en zonas del interior de la isla, alejadas de la costa, para evitar los ataques y saqueos de la piratería berberisca. Las casas solían estar situadas encima de una pequeña elevación del terreno o en las faldas de una montaña, ubicaciones que eran aprovechadas para recoger el agua de lluvia que provenía de la parte superior de la montaña. También solían establecerse en los límites entre los terrenos aptos para el cultivo y el entorno forestal. La mayoría de posesiones constituidas entre los siglos XIII y XV siguen este modelo de asentamiento, como, por ejemplo, Galatzó, Miramar o La Baronía, que se sitúan en valles y en los lindes de las montañas.
Existen algunas excepciones en cuanto a posesiones próximas a la costa. Es el caso de Son Real, Bendinat o Son Forteza, que aparecen documentadas como tierras de cultivo desde los primeros años de la conquista cristiana y que se encuentran situadas relativamente cerca de la costa, al haberse aprovechado las antiguas alquerías existentes durante la época islámica en la zona para constituirlas. En el caso de Son Real, la ocupación del territorio es muy antigua, ya que en sus tierras se hallan los restos de un asentamiento prehistórico de la época talayótica, aunque hay constancia de la existencia de las casas desde el siglo XIV, a pesar de que serían remodeladas en el siglo XVI. En cambio, Son Forteza habría sido atacada por corsarios durante el siglo XVIII, de ahí su torre con función defensiva. En la Universidad de Alejandría se conserva un plano de la antigua ciudad de Mounakir —hoy Manacor— en el que figuran detalladamente las casas de la posesión, aunque sin la torre, lo que confirma que fue construida posteriormente. Según este documento, era una mezquita conocida con el nombre de Dazh Lam, traducido como «casa de la paz».
No obstante, en las posesiones que surgen tras las desamortizaciones del siglo XIX si que se aprecia una mayor tendencia a ubicarse en áreas litorales, como es el caso de Cas Saboners en Calviá o Cala Murta en Pollensa. Otros motivos que provocaron esta propensión fueron el descenso de la piratería en el Mediterráneo y la generalización, a partir del año 1900, de las bombas hidráulicas que permitían la creación de campos de cultivo donde antes era difícil acceder a los cursos de agua.

## Propiedad y organización
Al propietario de la posesión se le denominaba es senyor (el señor), generalmente solía pertenecer a la nobleza terrateniente. Los señores se apropiaban de la renta de la tierra y controlaban el comercio del trigo y del aceite, productos básicos. Entre las grandes familias latifundistas se encontraban los linajes tradicionalmente pertenecientes al estamento nobiliario mallorquín. Pueden mencionarse, entre otras, a las familias Cotoner, Dameto, Gual de Torrella, Oleza, Orlandis, Puigdorfila, Salas, Sureda, Verí, Villalonga, Vivot, Zaforteza, así como a los marquesados de la Romana y de Ariany.
Los propietarios arrendaban las posesiones a los amos, que eran los campesinos arrendatarios que explotaban las tierras de la posesión. Su posición era benestante y solían ser fieles aliados de la nobleza. La esposa del amo era la madona, que tenía una función organizativa en la jerarquía de la posesión; solía trabajar en la cocina o como ama de llaves. Los pequeños propietarios agrícolas se veían obligados a luchar para sobrevivir con algunas cuarteradas de tierra de su propiedad. Frecuentemente perdían estas tierras y no les quedaba más remedio que integrarse en el grupo de jornaleros.
Los missatges y jornaleros eran los campesinos que no poseían tierras, trabajaban en la posesión a cambio de un salario. Los jornaleros trabajaban en la posesión de manera eventual y dependían de un sueldo exiguo e inseguro. Solían ser contratados para un año completo; en ese caso se establecía el día 8 de septiembre —Natividad de la Virgen María— como día en que finalizaban sus servicios. Por contraposición, los missatges eran jornaleros que tenían su puesto asegurado y que dicha plaza podía ser heredada por sus descendientes. La posesión constituyó durante siglos una pieza clave en la economía de la Part Forana, era una auténtica unidad de producción autosuficiente.

## Dependencias
El centro de funcionamiento y hábitat de las posesiones eran las casas, denominadas en plural porque estaban compuestas por varios edificios o bloques estructurales, alrededor de un patio interior (clastra), que distribuía el acceso hacia las estancias de los amos y la casa de los señores, de mayor confort y calidad constructiva. Además permitía el acceso a las construcciones ganaderas y las de almacenaje como la tafona, el celler o el molino. También podía contar con capilla. Entre las primeras posesiones y las de construcción más tardía existe un período que abarca siete siglos, por lo que las técnicas constructivas y la organización de las estructuras es de lo más variada.

### Organización de las estructuras
Las edificaciones de una posesión suelen constituirse a partir de un cuerpo principal de planta rectangular, de una o dos crujías y de dos a tres plantas con dependencias y construcciones que se han ido adosando y distribuyendo alrededor del mismo de manera progresiva. A partir de esta organización básica, se establecen una serie de tipologías arquitectónicas en función de las formas de las unidades que conforman el conjunto.
En algunos casos, se van adosando en sentido longitudinal al cuerpo principal, lo que da lugar a una posesión de planta rectangular y alargada con un corredor en la parte delantera. Siguiendo el anterior modelo, es común que se coloquen cuerpos paralelos al original, pero con alguno de ellos adosado de forma perpendicular, situación que origina una planta alargada en forma de L. Una evolución de este segundo modelo se halla en aquellas posesiones en las que a cada lado de los cuerpos colocados de forma longitudinal se ubica un cuerpo perpendicular a estos que compone una planta en forma de U. En este caso se configura un patio central cuadrado o rectangular, que puede ser abierto o cerrado, en el caso de que se levante una tapia que lo cerque por los cuatro lados. Generalmente, en ese muro suele situarse el portal forà o entrada principal, que comunica las casas con el exterior. La fórmula más común es esta; la disposición de los cuerpos perpendicularmente, de manera que a medida que se van añadiendo estructuras van cerrando el conjunto. Sin embargo, existen posesiones, como Bendinat o Son Macia, que desde un primer momento ya contaron con patios interiores cerrados.
Aparte de las plantas, los elementos que las formas también pueden haber sido reformados en algún momento de su historia. Se trata de estructuras prácticas, que se han ido modificando lentamente para dar cabida a las necesidades coetáneas sin llegar a romper la unidad del conjunto. En la mayoría de casos, se trata de estructuras simples, de planta rectangular de una o dos crujías y una altura que puede oscilar entre una y tres plantas. Por contraposición, hay casos que reflejan gustos, modas e intereses personales de los propietarios, al introducir galerías, balaustradas, porches, terrazas y elementos estilísticos propios de las corrientes arquitectónicas propias del siglo XIX y principios del XX, algo que proporciona un aspecto singular y ecléctico a las edificaciones.
El acceso a las posesiones se suele realizar a través de un camino costeado de árboles. En los jardines cercanos a la fachada principal es común encontrar algún árbol de gran altura, como un ficus, una palmera (Arecaceae) o un almez (Celtis australis), que facilitan la localización de la finca. Ante las casas se suele disponer un camino de piedra o, simplemente, tierra pisada por el uso y las actividades llevadas a cabo en el exterior de la finca.

### Fachada
Las fachadas de las posesiones son un reflejo de la organización interna de las estancias del edificio y de las diferentes etapas constructivas. Cada una constituye un elemento único, condicionado por su historia y la de sus propietarios. Entre las posesiones de la isla se pueden encontrar gran variedad de ejemplos relacionados con la distribución, la monumentalidad y la disposición de las estructuras; existen casas cuyas fachadas son simples y homogéneas, de una o dos alturas y escasa ornamentación, que distan de otras de gran altura y monumentalidad. En otros casos, como Son Fortuny (Estellenchs) o Paguera (Calviá), componen la fachada cuerpos adosados de épocas y alturas diferentes, lo que concede a la fachada una gran complejidad que rompe la uniformidad.
La mayoría de las fachadas presentan elementos tradicionales, formados por ventanas rectangulares, encuadradas por sillares de arenisca y vierteaguas obrados en piedra. Resultado de las influencias del Neoclasicismo, entre las décadas de 1760 y 1880 fue común la construcción de balcones en la primera planta o planta noble. Estos solían situarse sobre la entrada principal (portal forà) y acentuaban la simetría de la fachada. En ciertos casos, se situaban unas ventanas sin ornamentación junto a la obertura principal. Asimismo, es frecuente la presencia de porches con cubierta plana y cerrados por barandas de hierro forjado a modo de terraza, cuyo acceso se halla en la planta noble. Estas terrazas conforman galerías cubiertas por bóvedas de cañón abiertas; La Granja de Esporlas o Raixa ejemplifican este caso. Si la estructura cuenta con tercera altura —destinada a almacén o vivienda de los sirvientes— una serie simétrica de pequeñas oberturas, cuya forma puede ser circular, cuadrada o rectangular, recorre el exterior de la planta. Su función no es otra que iluminar el nivel.
Por otro lado, cabe destacar como obertura de la fachada la portada o portal forà, mayoritariamente compuesto por un arco de medio punto ligeramente atenuado con dovelas de piedra vista. Permite el acceso al interior de la posesión. Paralelamente, en aquellos espacios que no constituyen estancias propiamente destinadas a la vivienda pueden apreciarse portales construidos mediante el sistema arquitrabado cuyo dintel estaría formado por una clave pétrea o por traviesas de madera. Es frecuente hallar cerca del acceso al interior de las casas dos o tres escalones adosados a las paredes próximas al portal principal cuya función era la de ayudar a subirse al caballo.
Paralelamente, es mencionable el acabado de los muros de las posesiones. Entre las posibilidades que se barajan, una de ellas es conservar la piedra vista con las juntas, donde se combina la piedra vista con porciones de color. Tal vez lo más frecuente sean las fachadas que se pintan con colores claros o crudos, que se conjuntan con colores más vivos para remarcar las líneas de imposta así como puertas y ventanas. Otra posibilidad es decorar las fachadas con vértices romos incrustados
en los fragmentos encalados, que configuran formas geométricas o imágenes figurativas.

### Entrada
La entrada a los conjuntos está condicionada por el tipo de distribución de las estructuras puesto que, como se ha explicado anteriormente, el conjunto puede estar formado por un único cuerpo longitudinal, abierto en forma de L, con planta de U y cerrado por una tapia o por sus propias estancias. Es por ello por lo que el acceso a las casas de posesión depende de la ubicación de su entrada o portal forà; en la pared que cerca el conjunto o en la fachada principal.
El portal principal da acceso a un vestíbulo empedrado, en los lados del cual se halla frecuentemente algún habitáculo destinado a la agropecuaria o la capilla. A través del mismo —y atravesando un segundo arco normalmente ultrapasado— se accede al interior de las casas, en el caso de los conjuntos abiertos, y al patio o claustro en el caso de los conjuntos cerrados, un elemento vertebrador de estos edificios. La segunda tipología es la más común en las posesiones mallorquinas y la que requiere un mayor hincapié. Existe una gran variedad de estilos en cuanto a la entrada de los conjuntos se refiere; generalmente los dos arcos que limitan el vestíbulo suelen ser de medio punto, aunque en algunos casos el segundo arco es inexistente o está disimulado por los muros adyacentes. En ocasiones, el vestíbulo es inexistente y su espacio queda incluido en la galería del claustro.

### Patio

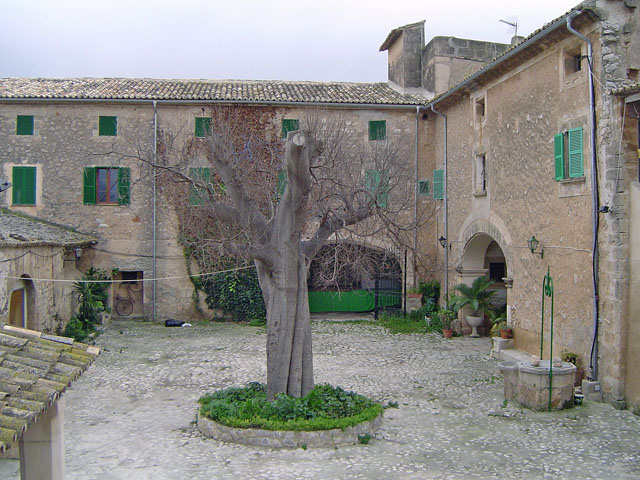
Patio interior de la posesión Son Bibiloni.

El patio o clastra constituye una parte destacada de las posesiones de Mallorca. Funciona como un espacio distribuidor, a partir del cual se organizan las distintas partes del conjunto arquitectónico y facilita el acceso a las zonas de vivienda, a la capilla o a las dependencias de la explotación como la bodega o la almazara. Su aspecto está condicionado por la tipología arquitectónica de sus estructuras, que puede ser tapiada, interior, abierta, etc. Al igual que ocurría con la entrada, la mayoría de patios se corresponden
con la tipología del claustro cerrado, o sea, que se ubica en un espacio interior cerrado por los cuerpos constructivos. Suelen ser de planta cuadrada o rectangular y, generalmente, se encuentran empedrados a partir de cantos rodados que forman dibujos geométricos. Cabe mencionar que existen otras alternativas, tales como el uso de losas así como su combinación con adoquines. Por otro lado, existen una serie de posesiones que, debido a su planta en U o en L, cuentan con un patio abierto. Son Durí en Calviá o Son Roig en María de la Salud son algunos ejemplos de esta tipología. A medio camino entre los patios cerrados y abiertos se encuentra el patio tapiado. Se trata de un tipo de clastra cerrado por estructuras arquitectónicas en todos sus lados menos en uno, en el que hay un muro. A veces, ante la ausencia de patio, hay una simple carrera colocada de manera longitudinal ante el cuerpo principal, asfaltada con cantos rodados.
Adicionalmente, en la mayoría de patios se conservan algunos elementos característicos, como son las cisternas, el banco pétreo adosado a la pared, el pozo en el centro del mismo o los relojes de sol, que permiten mantener su carácter tradicional. La mayoría de patios de estas posesiones forman elementos destacados de la posesión, no solo por su funcionalidad, dado que actuaban como espacio destinado al trabajo comunitario y al ocio de sus habitantes y huéspedes, además de servir como ente organizador del recinto.

### Zonas de vivienda
La estructura social de la posesión es un elemento definitorio de este tipo de edificaciones rurales. Esta jerarquización puede apreciarse a través de la distribución de las estancias destinadas a la vivienda. La ubicación de la casa de los señores, de los capataces o de los jornaleros varía según el momento histórico, en función de la importancia de los propietarios y de las necesidades de la explotación agropecuaria. Por ello, puede encontrarse una gran variedad de estilos y posibilidades en lo que a la disposición de las viviendas se refiere. Como ya se ha mencionado, es común contar con un cuerpo principal, más amplio que el resto, de hasta tres plantas. En la planta baja, se encuentra la casa del amo, donde se encuentran la cocina y el comedor, así como una serie de habitáculos destinados a la pernoctación de los trabajadores. En la planta primera o planta noble se sitúan los aposentos del señor, las cuales estaban ocupadas únicamente durante sus breves estancias en la posesión, puesto que los propietarios vivían en casas señoriales en la ciudad. En caso de que hubiese una tercera planta, comúnmente conocida como porxo, solía destinarse a almacén o a residencia para el servicio femenino de la casa; normalmente las mujeres eran separadas del servicio masculino para evitar que mantuvieran relaciones entre sí.
Todo el segundo piso del edificio forma la casa del señor. Dichas estancias estaban reservadas a los propietarios y solía accederse a ellas por medio de una escalera situada en el patio. En ocasiones, la planta noble se extendía por varios de los cuerpos de la estructura. Supone la más abierta; contaba con grandes ventanales y, a partir del siglo XVIII y para dar un aspecto más señorial, terrazas, balcones y galerías de arcadas. La introducción de estos elementos de la arquitectura culta corresponden a la Edad Contemporánea, producto de influencias extranjeras, especialmente de las villas italianas.
La casa de los amos suele situarse en la planta baja o en alguno de los cuerpos adyacentes a la estructura principal. Solía estar formada por la cocina, compuesta por una gran chimenea de obra situada en el centro y con el suelo delimitado mediante el empedrado
para facilitar su limpieza. Era común que se colocasen bancos para marcar los límites del espacio hogareño. A lo largo de los siglos, se organizó la vida y se cocinaba alrededor del fuego, aunque la normalización del uso de la cocina de carbón —mucho más económica— provocó una alteración de la organización. No obstante, la chimenea siguió ocupando un lugar primordial en la casa de los amos y aún se conserva en muchas de las cocinas tradicionales de las posesiones de la isla. Entre los elementos de la cocina cabe hacer mención además a las pilas de piedra, el horno de pan así como una larga mesa en la que comían los trabajadores y que completa
el conjunto.

### Capilla

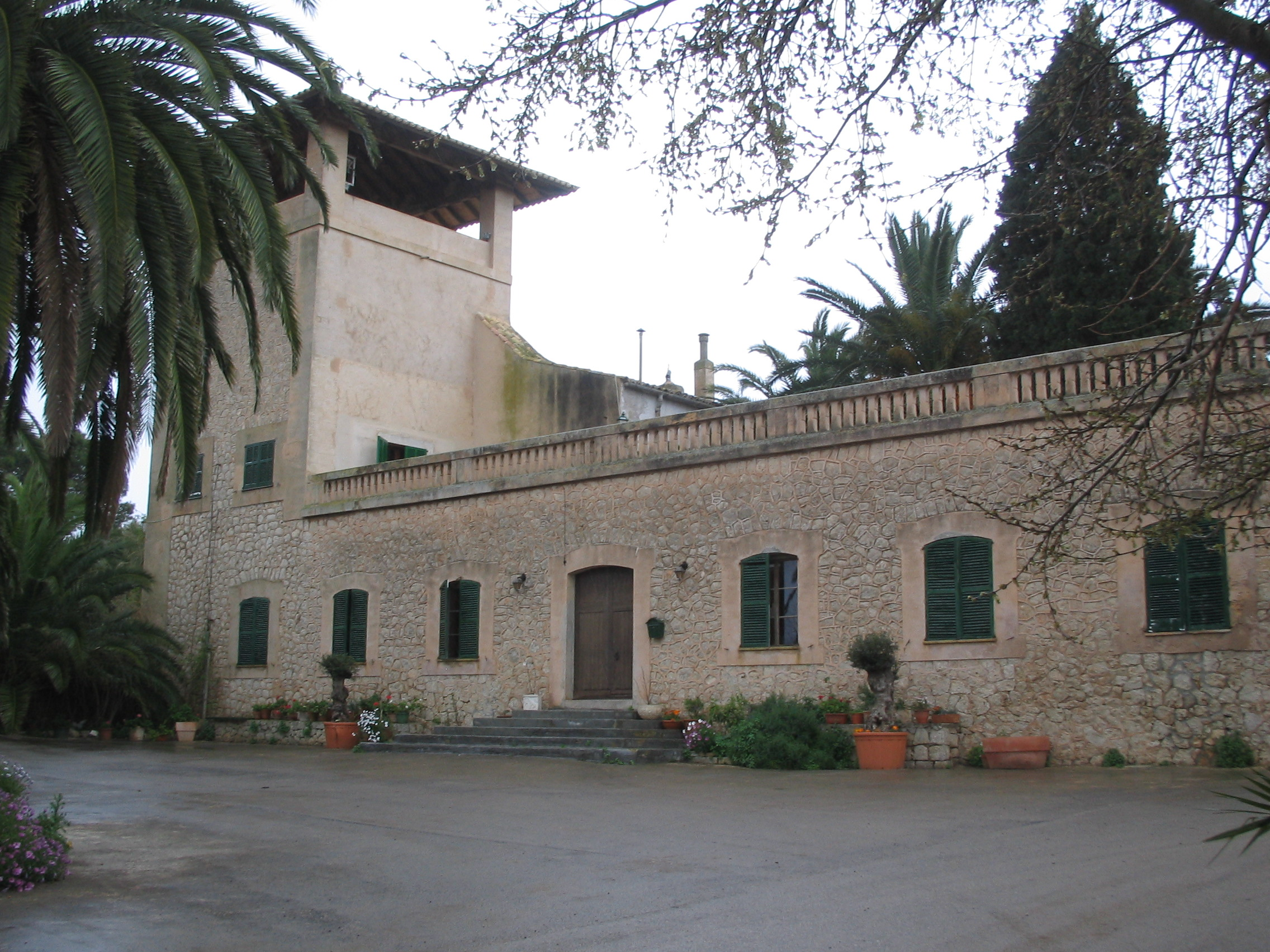
Sa Porrassa, mostrando su torre campanario.

La capilla es una estancia que puede encontrarse en gran parte de las posesiones mallorquinas, especialmente en las más antiguas. Su presencia se debe al aislamiento propio de estos conjuntos respecto a los núcleos urbanos, así como a la voluntad de los propietarios de exaltar su riqueza. Además de ser un lugar donde rendir culto constituía un símbolo de poder dentro de la sociedad rural. En algunos casos se trataba de oratorios públicos destinados a toda la población cercana a las casas de la posesión, aunque en ocasiones su uso estaba limitado a los habitantes de las fincas. A partir del siglo XVIII algunos propietarios abrieron las capillas de sus posesiones a los pobladores de los núcleos próximos. Fue una práctica común a medida que surgían poblaciones en los aledaños del predio, poblaciones no lo suficientemente grandes como para tener un templo propio. La mayoría de capillas se edificaron entre los siglos XVII y XIX, si bien hay casos posteriores, aunque generalmente eran reconstrucciones de oratorios previos que habían sido destruidos o se encontraban muy deteriorados.
Su disposición en los conjuntos arquitectónicos de la posesión puede variar. La más común es aquella a la que se accede desde una de las puertas situadas en el vestíbulo de la finca, tras haber atravesado la entrada principal o portal forà y antes de entrar en el patio. En otros casos, las capillas se encuentran en el interior de la clastra, adosadas al resto de elementos que conforman el conjunto, generalmente en la planta baja, aunque también puede ser que la capilla se sitúe en el interior de un cuerpo colocado en uno de los laterales del patio. Por otra parte, existen algunos oratorios que se encuentran adosados a la fachada principal, donde el acceso se sitúa en el exterior del conjunto, pero puede darse el caso también de que la capilla sea una edificación independiente, como ocurre en la posesión llummayorense de Sa Torre. Finalmente, cabe mencionar la existencia de capillas situadas en la sala principal de la planta noble. En ese caso, suele haber un retablo y un altar inserto en el muro y cerrado por puertas.
Su tipología es simple; en la mayoría de ejemplos se trata de una estancia pequeña de planta rectangular con bóveda estrellada, bóveda de crucería, bóveda de cañón o, simplemente, una cubierta plana. Algunas capillas cuentan con una habitación contigua, que hace las funciones de sacristía. En algunas de las capillas de las posesiones mallorquinas se ha conservado todo el mobiliario y se siguen llevando a cabo celebraciones de índole religiosa. Por otro lado, en la mayoría de oratorios se encuentran desmanteladas. En determinados casos se conservan restos del altar o de algún retablo, mientras que en otros solo queda la estancia original, a la cual se le ha otorgado una nueva función.

### Torre
Uno de los elementos verticales más destacables de la posesión mallorquina es la torre. Las primeras se habrían construido en el siglo XIII —tras la conquista cristiana— aunque la mayoría datan del siglo XVI. Su existencia se debe, principalmente, a la necesidad de protección y defensa ante los continuos ataques de corsarios como Barbarroja, Dragut, Pialí Bajá o Eudj Alí durante la Alta Edad Moderna. Por tanto, constituyen uno de los escasos elementos que atestiguan la voluntad defensiva de las gentes que habitaron dichas construcciones, si bien pueden mencionarse otros componentes del mismo periodo como muros anchos, puertas y ventanas escasas a la vez que pequeñas o conjuntos cerrados que se organizan a partir de un patio interior. Sin embargo, son pocos los elementos defensivos característicos de esta etapa que se conservan hoy en día ya que, una vez superado el peligro de ataques marítimos, muchos fueron suprimidos o reformados.
En cuanto a la estructura, las torres de defensa suelen ser de planta cuadrada, rectangular o circular. Llegan a superar en una o dos alturas al resto de edificaciones y están hechas de piedra, con muy pocas ventanas o ninguna. En ocasiones, conservan aspilleras y matacanes, mientras que en otros casos se han añadido elementos inspirados en el periodo medieval, como almenas dentadas o ventanas geminadas, en reformas posteriores. Las torres forman parte del conjunto arquitectónico, si bien es muy probable que originalmente formasen una estructura independiente que carecía de acceso. Se llegaba a su interior mediante una escalera de madera o un tablón que actuaba como puente desde la edificación principal u otro cuerpo próximo. Una vez que todos los habitantes de la posesión se hubieran resguardado en su interior, dicho acceso sería destruido.
Actualmente, muchas de las torres han sido reestructuradas y se ha añadido una cubierta plana así como porches y miradores, pasando a formar parte de las zonas habitadas de las casas. En algunas posesiones, han llegado incluso a integrarse en el edificio principal, dado que las construcciones contiguas han alcanzado su misma altura. Entre las torres de defensa pueden mencionarse las de Santa Ponsa, Boquer, Sa Torre, Son Berga, Cañamel, Son Forteza o Son Alemany entre muchas otras.

### Dependencias agropecuarias
Las posesiones, como núcleos de una economía agraria, contaban con un conjunto de construcciones destinadas a dicha actividad. Estas completaban el conjunto arquitectónico, ya que estaban adosadas al conjunto principal o se edificaban en sus proximidades, por lo que acababan de configurar así el espacio de la finca. Pese a que la mayoría se encuentran en desuso y, en la mayoría de los casos, abandonadas. Constituyeron una parte esencial de la posesión y, por ende, de cómo se desarrollaba la vida en el campo mallorquín. Sus funciones están relacionadas, principalmente, con el almacenamiento y la producción agrícola. Entre los diferentes tipos de dependencias pueden citarse la almazara o tafona, la bodega o celler y los graneros o pallises, aunque también relacionados con la producción ganadera, como establos, pocilgas o solls, sesteaderos y gallineros.
Además de las dependencias propiamente agropecuarias, existen muchos otros elementos asociados a la posesión cuya finalidad era cubrir las necesidades de la misma. Pueden mencionarse como ejemplos sitges y barracas de carboneros y aparceros o roters, hornos de cal, aljibes y embalses, molinos, graneros del diezmo o las eras que se usaban para separar el grano de la paja, entre muchos otros.

## Vida doméstica
Las posesiones que se encuentran a lo largo de la isla representan el símbolo de un sistema social y económico característico del antiguo régimen. Debido a la rudeza de sus tierras, la actividad agrícola era bastante básica, olivos, algarrobos, almendros y cereales. La ganadería consistía mayoritariamente en ovejas y cabras.
Hasta mediados del siglo XX, las viviendas no dispusieron de servicios higiénicos mínimos. Las posesiones se encontraban la mayoría de las veces situadas en el mismo inmueble que la del payés, aunque sus límites estaban bien definidos. Los señores contaban con un rudimentario retrete que solía desembocar en las higueras chumbas que se encontraban junto al campo de las viviendas. El servicio solo podía ser utilizado por los propietarios cuando en sus días de visita lo precisaban, pero no por los payeses, excepto en contadas ocasiones con la autorización de los señores al encontrarse enfermos. Las necesidades de los payeses se llevaban a cabo en «es figueral de moro» (el campo de chumberas) en verano, invierno, día o noche.
El autoabastecimiento marcaba la vida doméstica con los productos obtenidos del propio huerto como: verduras, hortalizas, carne de las aves del corral y leche de ovejas o de cabras. Escasas familias solían poseer una vaca, pero todas ellas solían comer embutidos de cerdo procedentes de la matanza que hacían cada año, que consistía en un cerdo que engordaban para uso personal y otro que se vendía. Los menús habituales consistían en platos elaborados con las materias primas más asequibles, como el pa amb oli (pan con aceite), las sopes (sopas escaldadas), el frito mallorquín (fritura de patatas con hígado, pimientos e hinojo) y otros platos de la denominada «comida pobre» en la que verduras y cereales eran sus principales ingredientes.
Cada familia solía fabricarse su propio jabón con las cenizas que obtenían quemando cáscaras de almendra, con la cual elaboraban lejía virgen. Sus habitantes se desplazaban frecuentemente a la capital y a los pueblos vecinos mediante carros y posteriormente en un autobús al que llamaban es correu (el correo).
Mitología
La población de principios del siglo XX estaba convencida de que los espíritus de los que habían emigrado a Cuba y a otras partes de América, a los que jamás volvieron a ver, retornaban a sus hogares natales, y amenazadoramente vigilaban para saber lo que en ellos sucedía; incluso se creía que también se vengaban por los cambios que los nuevos habitantes habían hecho en las viviendas durante su ausencia. Los escasos habitantes de sus posesiones prestaban mucha atención a cualquier ruido o paso extraño por las proximidades de sus huertos, tanto por su pobreza, como por el temor a entidades malignas o fantasmas.
Estas tradiciones socavaron con mayor huella en los niños a quienes sus padres, siguiendo la tradición, les transmitían historias sobre seres malvados como parte de su educación. Entre ellos cabe destacar a María Enganxa, bruja que habitaba dentro de los pozos esperando a que los infantes desobedientes se asomasen para atraparlos y engullirlos para toda la eternidad. Na Merdisa, una malhumorada carnicera que se convertía en dos crueles canes hambrientos que se abalanzaban sobre los «niños malos» y los engullía sin dejar rastro de ellos. O los demonis boiets, que eran unos espíritus que se caracterizaban por poseer cierta benevolencia, pero con tal capacidad de trabajar que enloquecían a quien tuviese que soportarlos, ya que pedían constantemente que les diesen trabajo o comida (feina o menjar).

## Tipos de casas
Las casas de las posesiones fueron evolucionando con el paso de los siglos. Diversas motivaciones, como las necesidades defensivas, o la voluntad de los señores de disfrutar de un palacio en un ambiente meramente rural, han permitido que en la actualidad se conserven tipologías arquitectónicas muy variadas. El tamaño de las casas también es muy variado, ya que existen posesiones con una única edificación que se contraponen con otro tipo de fincas en el que el conjunto de sus edificaciones constituyen una aldea. De hecho, la mayoría de localidades mallorquinas surgieron producto del desarrollo urbanístico de alquerías y rafales.

### Complejo fortificado

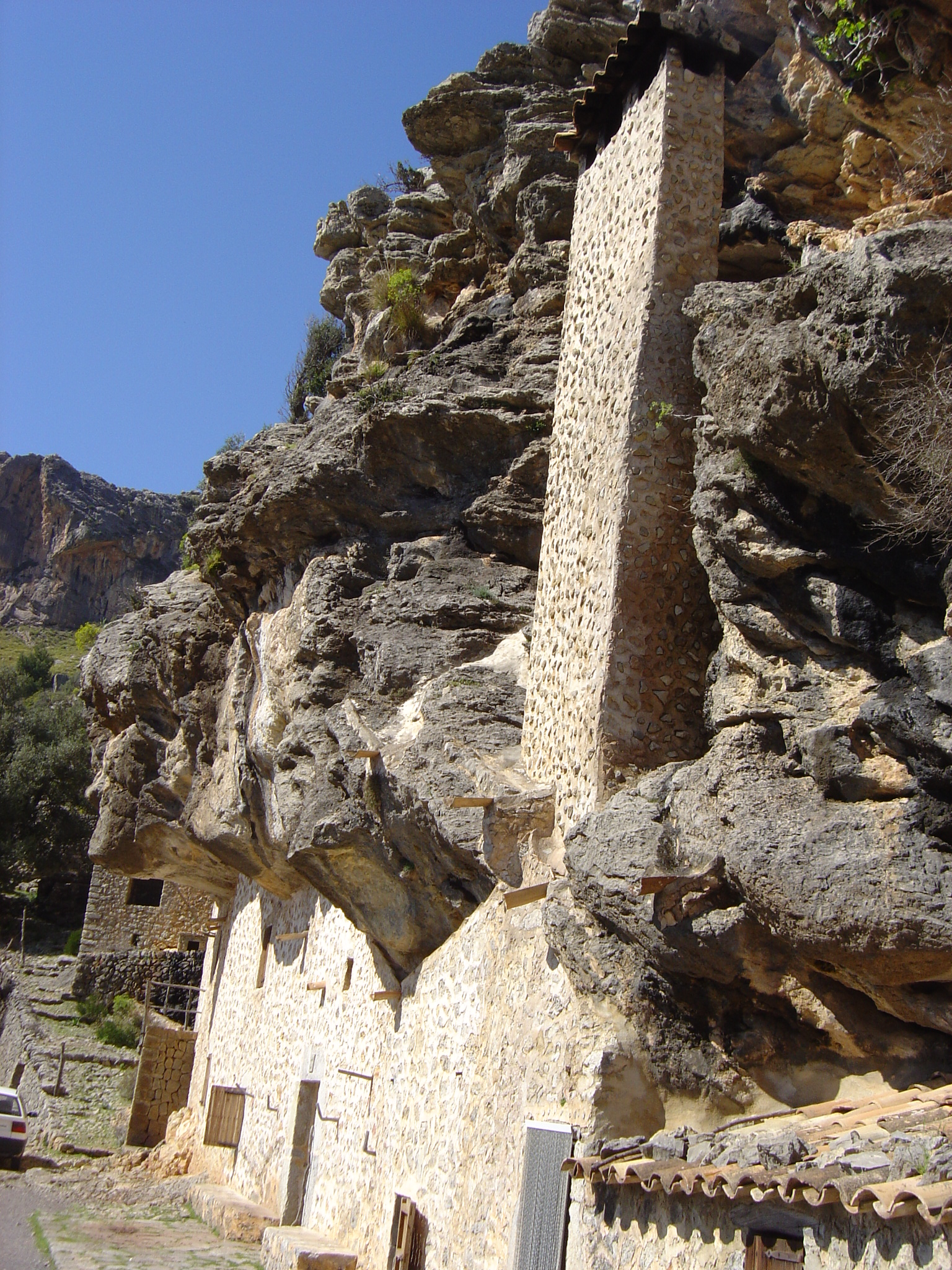
Posesión Cosconar, en el interior de una montaña.

En Mallorca algunas posesiones presentan una estructura defensiva completamente fortificada, este es el caso de la posesión Cañamel (Capdepera). Por otro lado, existen casas de posesión que, pese a no presentar un plano fortificado, cuentan con torres de defensa entre sus edificaciones. Claros ejemplos de esta característica los encontramos en las posesiones de Son Marroig (Deyá), Son Forteza (Manacor) o La Porraza (Calviá). Esta última posee una torre de defensa que se alza a cuarenta metros sobre el nivel del mar y fue construida entre 1595 y 1616 con marés y mampostería de piedra.
Las posesiones fortificadas son especialmente frecuentes en las áreas litorales. Esto se debe a que durante los siglos XVI y XVII fue muy frecuente la práctica de la piratería y el pillaje por parte de embarcaciones de origen otomano y bereber en las costas mediterráneas.

### Palacio rural
La voluntad de algunos señores provocó que muchas de las posesiones mallorquinas no estuvieran ideadas en primera instancia a la explotación agraria, si no que constituyen palacios encuadrados en un marco rural. De esta manera, determinadas posesiones son auténticos palacios barrocos, como Alfabia (Buñola) o la Granja de Esporlas, o neoclásicos, como Raixa (Buñola). Los estilos arquitectónicos propios de la segunda mitad del siglo XIX y el primer tercio del XX también tienen una importante relevancia en el aspecto de posesiones como la llummayorense Sa Torre, donde cabe destacar su capilla de estilo neogótico, o la buñolesa Alquería Blanca Vella, caracterizada por poseer elementos propios de la arquitectura modernista.

### De montaña
A lo largo de la sierra de Tramuntana existen varias posesiones que poseen características diferenciadoras a las del resto de comarcas de la isla. En las posesiones de montaña, se prescindía de todo lo innecesario, el conjunto se limitaba a la vivienda y tres o cuatro construcciones adicionales de pequeño tamaño. Esto se debe, mayormente, a la debilidad económica de la sierra en comparación con otras áreas. Así, encontramos casas de austeras pero de gran volumen como la de Son Moragas (Valldemosa), más sencillas como Mossa (Escorca) e incluso adaptaciones singulares como Cosconar, también en Escorca, claro ejemplo de arquitectura rupestre.